# Carles Bros Solanes
Carles Bros Solanes (Terrassa, Vallès Occidental, 1956 - Llançà, Alt Empordà, 29 de març de 2023) va ser un artista, pintor, escultor i gestor cultural català.
Establert a l'Empordà des de 1983, vivia a cavall entre Colera, on tenia el seu estudi professional, El Port de la Selva i Llançà on residia, i des d'on havia creat bona part de la seva producció artística, basada en la mar i la defensa de la pesca tradicional.
Bros va iniciar-se en el món de l'art i la pintura a través de la seva mare, Joaquima Solanes, artista i pintora. La seva formació acadèmica la va realitzar a la Universitat de Girona i al Reial Cercle Artístic de Barcelona, on es va formar en estudis de comissariat i gestió cultural.
Bros basava el seu treball, realitzat amb tècniques mixtes, en el color, l'energia i la llum de la mar Mediterrània. A Llançà fou l'autor del gran mural del 'Banc dels peixos' que es pot veure pintat en el dic de contenció de davant del port pesquer, i que fou construït el 2013 per trencar les onades i protegir el port dels temporals de vent. Bros va rebre l'encàrrec de cobrir els 120 metres de llargada del dic, uns 3.100 metres quadrats de superfície, amb els seus peixos característics. Aquest va ser el treball culminant de l'exposició "l'Art de la Teranyina" que Carles Bros va exposar durant vuit anys a 11 museus de diferents països. És considerat el mural més gran del món dins del mar. El 2023 la seva obra creativa formà part de l'exposició "Posidònia" al Museu de la Mediterrània de Torroella de Montgrí.
Ha fet més de 150 exposicions individuals a Europa i Àsia i ha estat convidat a exposar per governs de diferents països i per institucions i museus. Des del 2010, Bros ha estat l'impulsor, director i comissari de la Mostra d'art contemporani “Festival Tramuntanaart”, al Port de la Selva, així com del ColerArt, a Colera.
El març del 2023 va morir de forma sobtada al seu domicili víctima d'un atac de cor.

## Reconeixements[4]
- Medalla de la Pesca Catalana de la Generalitat de Catalunya, en agraïment a la defensa, arreu del món, de la pesca sostenible a Catalunya (2012)
- Premi de Pintura Jove de la Sala Parés de Barcelona
- Primer premi Begur
- Primer premi La Cellera de Ter